# Elena Sánchez González
María Elena Sánchez González (Tarrasa, Barcelona, 22 de octubre de 1994) es una waterpolista española que juega como guardameta en el CN Mataró de la División de Honor femenina y en la selección española.
Consiguió la medalla de plata en los Juegos Olímpicos de Tokio 2020.

## Trayectoria
Consiguió la medalla de plata en Campeonato Mundial de Gwangju 2019. Fue medalla de bronce en el Campeonato Europeo de Barcelona 2018 y oro en el de Budapest 2020.

## Palmarés
Selección española absoluta
- Medalla de bronce en la Copa Mundial de waterpolo 2014
- Medalla de plata en la Superfinal de la Liga Mundial de waterpolo 2016
- Medalla de bronce en el Campeonato Europeo de Barcelona 2018
- Medalla de oro en los Juegos Mediterráneos de Tarragona 2018
- Medalla de plata en el Campeonato Mundial de Gwangju 2019
- Medalla de oro en el Campeonato Europeo de Budapest 2020
- Medalla de plata en los Juegos Olímpicos de Tokio 2020

Clubes
C.N. Sabadell
- Copa de Europa (2): 2013 y 2016.
- Supercopa de Europa (2): 2014 y 2016.